# دبرن
دبرن (به بلغاری: Debren) یک منطقهٔ مسکونی در بلغارستان است که در شهرستان گارمن واقع شده‌است.
 دبرن ۱۸٬۰۲۳ کیلومتر مربع مساحت و ۲٬۲۹۰ نفر جمعیت دارد و ۸۸۳ متر بالاتر از سطح دریا واقع شده‌است.